# محمدتقی سپهر
محمدتقی سپهر کاشانی (زاده ۱۲۱۶ ه‍.ق - درگذشته ۱۲۹۷ ه‍.ق برابر با ۱۰ فروردین ۱۲۵۹) ملقب به لسان‌الملک، ادیب، دانشمند، مورخ و شاعر عصر قاجار.
محمدتقی بن (ملا) محمدعلی کاشانی، در سال ۱۲۱۶ ه‍.ق در کاشان متولد شد و پس از تحصیل علوم قدیمی، عروض و قافیه را آموخت. در بیست سالگی از کاشان به تهران آمد و به خدمت به فتحعلی خان صبا ملک‌الشعرای فتحعلی شاه رسید، و به تشویق او به تألیف کتابی در علم قافیه مشغول شد، اما این کتاب با فوت صبا ناتمام ماند و میرزا محمدتقی به کاشان برگشت. در آنجا محمود میرزا پسر فتحعلی شاه حکمران کاشان او را به ندیمی خود برگزید و به او تخلص سپهر داد. سپس از طرف فتحعلی‌شاه به تهران احضار شد و به سلک اعضای دیوان درآمد.
در سال ۱۲۴۵ هجری به همراه فتحعلیشاه به فارس رفت. پس از درگذشت فتحعلی شاه دوباره به کاشان بازگشت. سپهر در زمان محمد شاه به تهران آمد و شغل استیفا را بر عهده گرفت و تا مرگ محمد شاه (۱۲۶۴ ه‍. ق) در همین شغل بود.
محمدتقی سپهر در عهد محمدشاه به نوشتن کتاب ناسخ‌التواریخ مأموریت یافت. این کتاب دوره تاریخ جهان از زمان آدم تا سال ۱۲۷۳ قمری است. بعد از جلوس ناصرالدین شاه، مأمور کاشان و تا سال ۱۲۶۷ در آنجا بود تا آنکه هنگام مراجعت ناصرالدین شاه از مسافرت عراق و اصفهان، در رکاب شاه به تهران آمد. در دربار ناصرالدین شاه خواندن دستخط‌های شاه و فرامین او بر شغل سابق وی افزوده شد و در سال ۱۲۷۲ لقب لسان‌الملک یافت، و بعدها جزو اعضای مصلحت‌خانه درآمد. در سال ۱۲۹۱ ه‍. ق، که اعتضادالسلطنه ریاست ادارهٔ «تربیت مجالس تنظیمات حسنه در ولایات ممالک محروسه» را یافت، سپهر مستوفی اول شد و به لقب خانی مفتخر گردید تا آنکه در ربیع‌الآخر سال ۱۲۹۷ ه‍.ق در تهران درگذشت.
گفتنی ست که «سهراب سپهری» شاعر معروف و معاصرکاشانی از خاندان محمدتقی سپهر است.
محمدتقی سپهر علاوه بر تاریخ و ادبیات در بسیاری علوم از جمله ریاضیات، حکمت و فلسفه و جفر و علوم دیگر حظی وافر داشت. وی در تهران درگذشت و پیکرش به نجف اشرف منتقل شد. از دیگر آثار و تالیفات او: «آینهٔ جهان‌نما»؛ «اسرارالانوار» فی مناقب الائمهٔ اطهار (ع)؛ «براهین العجم فی قوانین المعجم»؛ «جنگ فی التواریخ» و «دیوان» اشعار.

## خویشاوندان
ميرزا عبدالحسين خان لسان السّلطنه معروف به ملك المورّخين همسر حمیده بانو ضرابی شاعر و داماد عبدالرحیم کلانتر ضرابی از نوادگان اوست. 
عبدالحسین فرزند میرزا هدایت خان و نواده میرزا محمدتقی خان لسان‌الملک سپهر، مؤلف «ناسخ التواريخ» و «براهين العجم» است. پدرش میرزا هدایت‌الله خان در دوران ناصری و مظفری سمت دیوانی داشت و مستوفی اول حکومت بود که امروز به آن وزارت اقتصاد و دارایی گفته می‌شود. 
هوشنگ آریان‌پور کاشانی میگوید وی از طرف مادری با خاندان ضرابی کاشان نسبتی دارد. 
امیر هوشنگ آریان‌پور کاشانی برادر  امیر حسین آریان‌پور، امیر اشرف آریان‌پور و آذر آریان‌پور است. 
سهراب سپهری نیز از این خاندان است. 